# Vitalik Buterin
Vitalik Buterin est un informaticien, entrepreneur et crypto-philanthrope russe, cofondateur d'Ethereum. Il s'est impliqué dans les cryptomonnaies dès les débuts en cofondant Bitcoin Magazine en 2011. En 2015, Buterin a déployé la blockchain Ethereum avec Gavin Wood, Charles Hoskinson, Joseph Lubin et Anthony Di Iorio.

## Biographie
Vitaly Dmitriyevich, plus connu sous le nom de Vitalik Buterin, est né à Kolomna dans l'oblast de Moscou. Il émigre au Canada à l'âge de 6 ans, ses parents cherchant de meilleures opportunités d'emploi.
À 4 ans, ses parents lui offrent son premier ordinateur. Mais, au lieu de jouer à des jeux comme la plupart des enfants, il est fasciné par les feuilles de calcul de Microsoft Excel. À 7 ans, il écrit un document détaillé et complexe nommé « L’encyclopédie des Lapins » et contenant notamment des formules mathématiques, graphiques et calculs.
Il s'intéresse aux mathématiques et à l'informatique très jeune et se passionne pour le Bitcoin en 2011, cofondant Bitcoin Magazine,. En 2012 il obtient une médaille de bronze aux Olympiades internationales d'informatique en Italie. Il s'inscrit à l'université de Waterloo, qu'il quitte en 2014 pour travailler à plein temps sur le Bitcoin et fonder Ethereum.
Il a publié en 2014 un livre blanc introduisant Ethereum, une plateforme permettant de créer des applications décentralisées et des contrats intelligents, qui utilise également sa propre cryptomonnaie, l'Ether. Vitalik a déployé en 2015 Ethereum, une plateforme d'applications décentralisées, qui sert aussi de cryptomonnaie. Le 9 février 2016, Ethereum est devenu la deuxième cryptomonnaie en termes de capitalisation derrière le Bitcoin. L'idée d'un réseau basé sur un consensus décentralisé lui vient notamment lorsque l'éditeur de jeux Blizzard décide, de manière unilatérale, d'affaiblir les capacités de la classe qu'aimait incarner Vitalik dans le jeu World of Warcraft.
Sa fortune est actuellement estimée à environ 1,6 milliard de dollars. Le salaire de Buterin est estimé à environ 140 000 dollars.
Il contribue en tant que programmeur à plusieurs projets open source comme Kryptokit, pybitcointools, multisig.info, et btckeysplit.
En 2014, il reçoit le prix Peter Thiel Fellowship pour son travail.

## Crypto-philanthropie
Vitalik Buterin a donné en 2017 l'équivalent en Ether de 763 970 dollars au Machine Intelligence Research Institute. En 2018, il a fait don de 2,4 millions de dollars en Ether à la SENS Research Foundation pour la recherche sur le rajeunissement et la prolongation de la durée de vie humaine.
Le 12 mai 2021, alors que l'Inde est frappée de plein fouet par la crise du Covid-19, Vitalik Buterin effectue la plus grosse donation jamais versée à une œuvre de charité en transférant 50,7 milliards de SHIBA INU au Covid Crypto Relief Fund lancé par l'entrepreneur indien Sandeep Nailwal, soit l'équivalent de 1 milliard de dollars,. Ce transfert représente 5 % de sa dotation totale en SHIBA INU, cryptomonnaie asiatique apparue en juillet 2020 et entrée dans le top 20 des cryptomonnaies les plus suivies en 2021,. Dans un communiqué, Sandeep Nailwal rassure les investisseurs en indiquant que l'organisation protégera leurs intérêts, précisant qu'elle pourrait à son tour transférer une partie des fonds en SHIBA INU pour en préserver la valeur. Dès le lendemain, le 13 mai 2021, le SHIBA INU est accepté sur la plateforme de change indienne Wazirx, où il peut être échangé directement contre des roupies indiennes. Également en mai 2021, Vitalik Buterin fait un don d'une valeur de 665 millions de dollars en SHIBA INU au Future of Life Institute, qui se concentre sur la réglementation de l'intelligence artificielle visant à réduire les risques existentiels. Ainsi qu'un don de 336 millions de dollars en Dogelon Mars ($ELON) le 12 mai 2021 à la Methuselah Foundation pour la recherche sur la prolongation de la durée de vie humaine, entraînant une chute de 70 % de la valeur du meme coin.
Vitalik a aussi financé en cryptomonnaies des projets comme Ukraine DAO supportant l'Ukraine contre l'invasion russe en 2022. Le premier jour de l'invasion, il a affirmé « Ethereum est neutre, mais pas moi »,, affirmant que l'invasion était un crime à la fois contre les ukrainiens, mais également contre les russes.